# Guajiquiro
Guajiquiro (uit het Nahuatl: "Rivier van de witte mimosa") is een gemeente (gemeentecode 1206) in het departement La Paz in Honduras.
De gemeente ligt in de bergketen Sierra de Guajiquiro. Het klimaat is hierdoor relatief koel. Vlak bij het dorp ligt een waterval. Deze bron zorgt voor de wateraanvoer van het dorp.
Het dorp is een Lenca-gemeenschap. In 1998 is het dorp op verzoek van de gemeenschap zelf drooggelegd: er mag geen alcohol meer verkocht worden. De belangrijkste activiteiten zijn de landbouw en het vervaardigen van kleding. Een typisch gerecht is de groente chipilín.

## Bevolking
De bevolking is als volgt verdeeld:
| Vrouwen | 7841 | 51,8% |
| Mannen  | 7297 | 48,2% |

## Dorpen
De gemeente bestaat uit veertien dorpen (aldea), waarvan de grootste qua inwoneraantal: Guajiquiro (code 120601) en Santa Rosita (120614).